# Avicennia germinans
Avicennia germinans, conegut com a manglar negre, és una espècie de planta amb flor de la família de les acantàcies.
Habita les regions tropicals i subtropicals d'Amèrica i la costa atlàntica d'Àfrica.

## Descripció
Pot assolir una alçada de fins a 15 metres a nivell dels tròpics, tot i que aquesta alçada va disminuint a mesura que ens anem allunyant de la zona inter-tropical fins a una talla d'entre 3 i 7 metres.
Les fulles són oposades, coriàcies i elíptico-lanceolades, de 8-15 per 3-4 cm. Presenten la particularitat de poder excretar la sal que la planta té en excés.

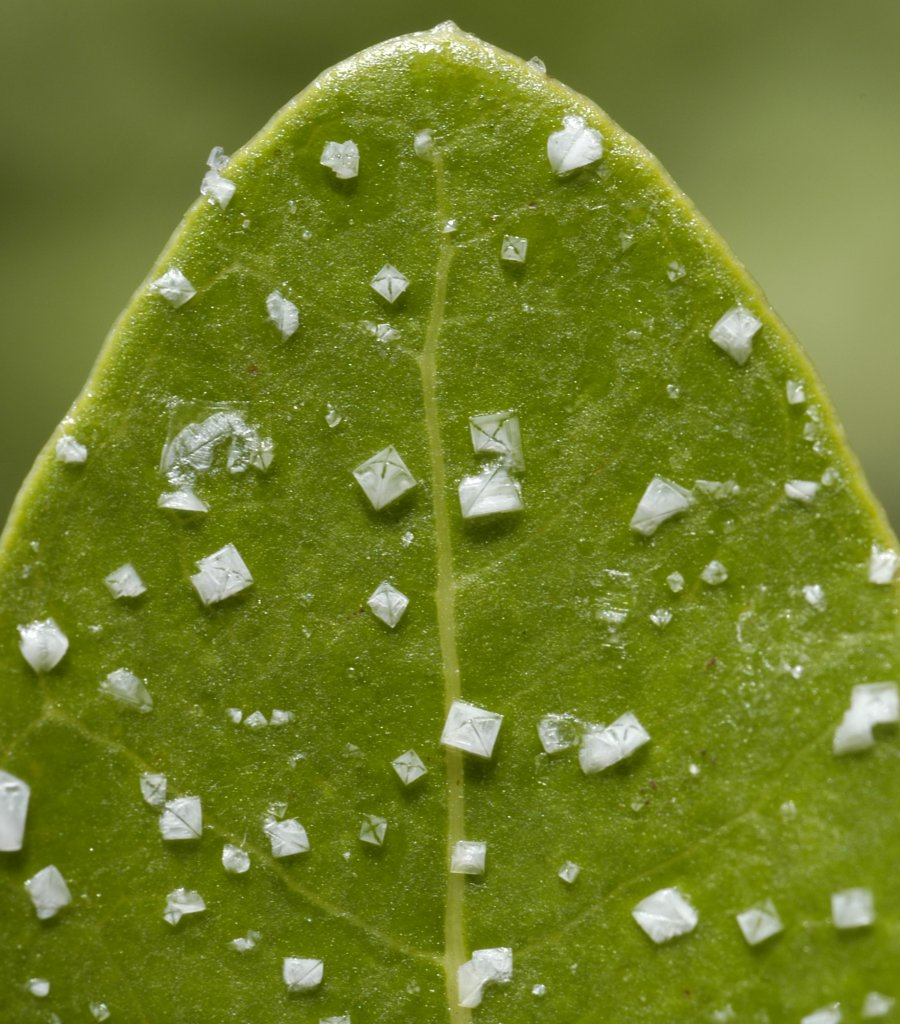
Cristalls de sal formats a les fulles dAvicennia germinans

Les flors són, en general, oposades, d'un a quinze parells per inflorescència i sèssils. Presenten 5 sèpals gairebé lliures, una corol·la amb 4 lòbuls pubescents a l'exterior i vellutats a l'interior i 4 estams.
El fruit és una càpsula comprimida i obliqua d'entre 12 i 20 mm de llargada.
Com altres espècies de manglars es reprodueix mitjançant el viviparisme: les llavors germinen dalt de la planta mare i cauen a terra un cop estan ja preparades per arrelar i desenvolupar-se.
És característica la presència de pneumatòfors, que permeten a les arrels submergides respirar amb normalitat.